# Synagoga Stowarzyszenia Modłów i Dobroczynności im. Michała Hirscha Cypresa w Krakowie
Synagoga Stowarzyszenia Modłów i Dobroczynności im. Michała Hirscha Cypresa – synagoga znajdująca się na Stradomiu w Krakowie, w kamienicy przy ulicy św. Agnieszki 5.
Synagoga została założona w 1887 roku z inicjatywy Stowarzyszenia Modłów i Dobroczynności im. Michała Hirscha Cypresa. Podczas II wojny światowej hitlerowcy zdewastowali synagogę. 
Po zakończeniu wojny budynek synagogi przebudowano na potrzeby Państwowego Gimnazjum Mechaniczo-Elektrycznego. Obecnie mieści się w nim hotel i stylowa żydowska restauracja Alef.
Do dziś nic się nie zachowało z pierwotnego wyposażenia synagogi, które by mogły wskazywać na jej pierwotny charakter.